# Міжнародний день саамів

Прапор саамів

Міжнародний день саамів — щорічне національне свято, яке відзначають 6 лютого саами Скандинавії, Фінляндії та Росії.

## Історія
6 лютого 1917 в Тронгеймі (Норвегія) відбулися перші збори саамів, на яких вирішувалися питання об'єднання саамів північних країн (Швеція, Норвегія, Велике князівство Фінляндське) і взаємодії через державні кордони.
1956 року створено Союз саамів, який представляв інтереси саамів Норвегії, Швеції і Фінляндії (всього 15 членів; від 1992 року в Союз увійшли представники Росії). Члени спілки щорічно брали участь у загальному з'їзді — Саамській конференції. Так 1986 року на ній затверджено саамські національні прапор і гімн (півн.-саам. Sámi soga lávllaat), а також правила їх використання.
1992 року на XV Саамській конференції, що пройшла в Гельсінкі, на честь першого з'їзду 1917 року, дату 6 лютого затверджено як національний день саамів. Вперше відсвятковано 1993 року в Йокмокку.

### Саами Росії
Саами Росії вкладають у дату 6 лютого додатковий сенс. 1866 року, внаслідок реформаторської діяльності імператора Олександра II, створено саамську (від початку XX століття — Кольсько-Лопарська) волость, яка увійшла до складу Кольського (Олександрівського) повіту Архангельської губернії. Від 1868 року у волості почав роботу виборний орган народного представництва «Коладаг соббарь».
У зібрання входили старшина (управитель саамської волості), засідатель (помічник управителя), писар (секретар, який вів протокол зборів), представник імператора (інспектор або чиновник у селянських справах) і виборні представники від кожної спільноти (в складі волості було кілька спільнот) і погоста (сіййт, які становили спільноту).
Зібрання «Коладаг соббарь» з представників саамської волості збиралося в Колі один раз на рік — 25 січня. Після переходу 1918 року на григоріанський календар дата змінилася на 6 лютого.

## Особливості
У різних країнах святкування Міжнародного дня саамів відбувається по-різному. Під час офіційних дій над мерією або ратушею піднімається саамський прапор і звучить (або співають) гімн «Sámi soga lávllaat». Для дітей і підлітків проводяться різні заходи, в школах і дитячих садах розповідають про саамів, їхню історію, культуру. Традиційно влаштовуються святкові застілля.
У Фінляндії це свято відзначають 6 лютого як Національний день саамів.